# Nyírlugos
Nyírlugos là một thành phố thuộc hạt Szabolcs-Szatmár-Bereg, Hungary. Thành phố này có diện tích 58,38 km², dân số năm 2010 là 2789 người, mật độ 48 người/km².